# Enrique Thomas
Enrique Luis Thomas fue Diputado Nacional por la Provincia de Mendoza en el Congreso de la Nación Argentina. Perteneció al Peronismo Federal y fue elegido por primera vez para el período 2005-2009. El 28 de junio de 2009 fue reelecto para continuar representando a Mendoza hasta 2013.

## Desempeño
Integró las comisiones de Ciencia y tecnología y Economía en carácter de secretario, y como vocal las de Análisis y seguimiento de normas tributarias y previsionales, Comunicaciones e informática, Energía y combustibles y Libertad de expresión.
Solicitó la suspensión judicial de la Ley de Servicios de Comunicación Audiovisual N.º 26.522, tras unos meses el 15 de junio de 2010 la Corte Suprema de Justicia de la Nación anuló la medida cautelar dictada en Mendoza, que suspendió la aplicación de la nueva ley.[cita requerida]
Fue denunciado por contratar como colabor en el Congreso, en categoría 6, a Carlos Jacinto quien fuera concejal de Rivadavia, procesado por lesiones y violación a una joven en las inmediaciones del dique Benegas (...) se impidió que la comisión investigadora continuara con su trabajo (...) Emite cheques sin fondos con su protección: 24-8-2007 N° 8763275 $ 250; el 8763257 emitido 7-5-2007 de $1.050. Con fecha de pago 31-5-2007.-; el 8763258 de la misma fecha por $715. Con fecha de pago 6-9-2007|Juan José Fugazzotto, DNI 08.157.988}}

## Política
Se desempeñó como secretario Parlamentario del bloque de diputados nacionales del Peronismo Federal presidido por el bonaerense Felipe Solá. Rompió en 2011.
Thomas fue elegido para presidir el peronismo "No K" en Diputados.
En 2012 propuso limitar los feriados a 15 por año.